# شیفته (فیلم ۱۳۷۹)
شیفته فیلمی به کارگردانی و نویسندگی محمدعلی سجادی محصول سال ۱۳۷۹ است.

## خلاصه فیلم
طاهر که برخلاف نظر خانواده‌اش با روجا ازدواج کرده، در شب جشن تولد دختر خردسالش برای او هدیه‌ای دریافت می‌کند که بعداً معلوم می‌شود از طرف مردی ناشناس است. مرد ناشناس از آن پس مدام زنگ می‌زند تا (به قول خودش) حقیقتی تلخ را به اطلاع او برساند. این حقیقت دربارهٔ خیانت همسر اوست. طاهر که لکنت زبان دارد و کودکی ناخوشایندی داشته به مرور به همسرش مشکوک می‌شود و با او به کشمکش برمی‌خیزد. او همچنین نسبت به دوست روجا، زیبا که با او مراوده زیادی دارد عکس‌العمل نشان می‌دهد. تلفن‌ها ادامه پیدا می‌کند و ناشناس به جزئیاتی اشاره می‌کند که خون طاهر را به جوش می‌آورد و او قصد جان همسرش را می‌کند. بعدتر، نواری به دست طاهر می‌رسد که شک او را به یقین بدل می‌کند و او کارش به جنون می‌کشد. او را در بیمارستان و سپس در بیمارستان روانی بستری می‌کنند و روجا با درخواست طلاق، همراه زیبا به سراغ مرد ناشناس می‌رود که معلوم می‌شود برادر زیباست و کل ماجرا دسیسه‌ای بوده از سوی زیبا و برادرش برای به دست آوردن روجا. روجا وقتی از ماجرا باخبر می‌شود، زیبا و برادرش را می‌کشد و کارش به زندان می‌کشد. دست آخر، او و طاهر با هم ملاقات می‌کنند. …

## بازیگران
| بازیگر            | نقش            |
| ----------------- | -------------- |
| فریبرز عرب‌نیا     | طاهر           |
| لعیا زنگنه        | روجا           |
| غلامرضا طباطبایی  | پدر روجا       |
| غلامحسین لطفی     | جمشید          |
| میرمحمد تجدد      | پدر طاهر       |
| آزیتا لاچینی      | مادر روجا      |
| محمود مقامی       | برادر طاهر     |
| فاطمه علیزاده عرب | مادر طاهر      |
| بیتا حیدری        | زیبا           |
| سعید سلطانی       | هاشم           |
| نیلوفر دوستی      | خواهر طاهر     |
| محمد رضا نوروزی   | پزشک بیمارستان |